# Affaire Pétrole contre nourriture
L'affaire Pétrole contre nourriture est née à la suite des opérations du programme Pétrole contre nourriture, visant à satisfaire les besoins humanitaires du peuple irakien après la guerre du Koweït. Des pots-de-vin sont versés par le dirigeant irakien Saddam Hussein à des notables et des entreprises de différentes nationalités, dans le but de profiter d'une manne estimée à plusieurs dizaines de milliards de dollars américains.

## Description
En 1996, l'Irak, sous embargo international par l'ONU depuis 1991, voit son régime d'embargo sur le pétrole irakien assoupli, à travers la mise en place du programme Pétrole contre nourriture, qui prendra fin en 2003. Les échanges sont imposés et contrôlés par le Comité des sanctions de l'ONU. Tout contrat d'achat de produits de première nécessité conclu entre une entreprise et l'État irakien doit être validé par le ministère des affaires étrangères du pays d'origine de la marchandise ainsi que par l'ONU avant toute transaction. Un comité représentatif veille à valider ou bloquer le contrat conclu pour permettre de contrôler le type de marchandises importées.
Néanmoins, plusieurs enquêtes finissent par mettre en cause la régularité des opérations du programme. Ainsi, pendant la durée du programme, l'État irakien et de nombreuses entreprises mondiales se seraient partagé une somme d'environ 1,8 milliard de dollars grâce à un système ingénieux. En effet, Saddam Hussein et son entourage sont suspectés d'avoir distribué de manière dissimulée à des personnalités étrangères susceptibles d'appuyer leurs causes, des allocations de barils de pétrole sous forme de bons d’achat, permettant l'éventuel enrichissement de ces derniers. Sadam Hussein est aussi suspecté d'avoir imposé des surcharges de 10 % par rapport aux tarifs décidés par l'ONU sur les contrats d’achat destinés aux entreprises souhaitant bénéficier du programme. Cette surfacturation aurait ensuite été reversée au régime irakien via des sociétés écran ou intermédiaires. Au total, ces deux contournements du programme auraient rapporté environ un milliard de dollars américains au régime irakien.
Plus de 2 200 entreprises sont identifiées par la commission d'enquête de l'ONU (IIC) conduite par l'ancien président de la Réserve fédérale des États-Unis, Paul Volcker.

### Un double système de commissions
Le système visait à ce que l'Irak applique une décote d'environ 50 cts par baril à la vente, avec un prix déjà en dessous du cours. L'entreprise qui achète le pétrole voyait ainsi son bénéfice augmenter de 25 cts par baril et rétrocédait 25 cts à l'Irak. L'argent était apporté par valises entières dans les ambassades d'Irak (comme celle de Genève par exemple[réf. nécessaire]).
Sur le volet de l'entrée de nourriture, ce système visait à sur-facturer les produits entrants : les entreprises voyant leurs bénéfices augmenter et devaient rétrocéder 50 % à l'État irakien toujours via les ambassades.

### Contrebande pétrolière
En parallèle, l'Irak se livre à une contrebande pétrolière par la technique du surlifting, une surcharge secrète des supertankers, avec la complicité de plusieurs sociétés de courtage pétrolier (trading pétrolier). Cette contrebande ne bénéficie pas au peuple irakien car les revenus générés sont destinés à un réseau de sociétés écran offshore immatriculées dans des pays ou zones à fiscalité privilégiée.

### Pétrole contrelobbying
Le régime irakien délivre des bons de pétrole à des personnalités étrangères en contrepartie d'activités de lobbying pour la levée de l'embargo décidé par le Conseil de sécurité des Nations unies après la guerre du Golfe de 1991.
Extrait du rapport Volcker : « Dès le départ, l'Irak préférait vendre son pétrole à des compagnies et des individus originaires de pays perçus comme « amis » de l'Irak, en particulier s'ils étaient membres permanents du Conseil de sécurité de l'ONU, et capables potentiellement d'alléger les sanctions. » La Russie et la France sont particulièrement sollicitées.

## Historique
En janvier 2004, un journal de Bagdad, Al Mada, publie une liste de 270 personnes dont 21 Français. Des officiels des Nations unies sont mis en cause, ainsi que des banques et des sociétés de nombreux pays, dont la Russie, l'Arabie saoudite et la France. Le General Accounting Office (GAO), une agence officielle américaine, estime dans un rapport que le gouvernement de Saddam Hussein a détourné environ 10 milliards de dollars.
Parmi les noms cités en France, on trouve un corrézien proche de Jacques Chirac, Patrick Maugein, mais aussi Charles Pasqua et le fils d'un député de l'UMP. Le gouvernement irakien aurait été généreux envers ces personnalités afin d'obtenir un soutien de la France sur la scène internationale.
Paul Volcker, ancien président de la Réserve fédérale des États-Unis, est nommé responsable des différentes enquêtes supplémentaires réclamées par l'ONU. Selon le rapport de la commission Volcker (rapport Volcker), près de 2 200 entreprises originaires de 66 pays ont payé à Saddam Hussein des dessous-de-table, correspondant à 10 % du montant de leurs contrats dans le cadre du programme « Pétrole contre nourriture », dont la France a été une promotrice à l'ONU.
Un rapport publié le 6 octobre 2004 par Charles Duelfer, chef des inspecteurs américains en Irak, affirme que les services de Saddam Hussein ont corrompu ou tenté de corrompre des personnalités de nombreux pays, en particulier la France et la Russie (Rapport Duelfer).
De 1997 à 2000, la France est en tête des exportateurs vers l'Irak. De 2000 à 2003, la France est tombée à la neuvième place. Sur près de 440 entreprises françaises ayant exporté vers l'Irak dans le cadre du programme Pétrole contre nourriture, 180 sont accusées d'avoir versé des pots-de-vin.
En Belgique, une trentaine d'entreprises sont impliquées dans la fraude. Leurs responsables rejettent la faute sur des intermédiaires au Moyen-Orient, ce qui rend les vérifications impossibles : l'Irak et la Jordanie ne participant pas à l'enquête. En mai 2008, le dossier judiciaire belge est menacé de prescription.

## Volet suisse
Plus de vingt entreprises ou particuliers font l'objet d'une enquête en Suisse pour soupçons de versements illégaux à l'Irak sous le régime de Saddam Hussein. Le ministère public de la Confédération (MPC) a abandonné des poursuites en raison de la prescription.
Le MPC mène l'enquête dans dix-sept différents cas, pour soupçons de violation de l'embargo contre l'Irak, blanchiment d'argent et corruption de fonctionnaires étrangers. Une autre procédure a été transmise à l'Office fédéral des juges d'instruction pour l'instruction préliminaire et un cas a été confié à une autorité cantonale. Dans trois autres dossiers, le secrétariat d'État à l'économie examine l'opportunité d'ouvrir des procédures pénales.
Publié le 27 octobre 2005, le rapport Volcker cite plus de quarante noms de sociétés domiciliées en Suisse et impliquées dans cette affaire. Parmi elles figurent de grandes sociétés internationales comme ABB, Novartis, Roche, ainsi que des sociétés de négoce en matières premières comme Glencore, Vitol et Marc Rich Group. La société de courtage en matières premières Trafigura, basée à Lucerne, doit payer 20 millions de dollars aux États-Unis.
Le responsable d'une société genevoise doit payer une amende de 50 000 francs suisses pour avoir effectué une transaction illicite de 60 000 dollars à destination de l'Irak afin de passer un contrat pour l'achat de pétrole.